# نصير شهر
نصير شهر (بالفارسية: نصیرشهر) هي مدينة تقع في إيران في قسم. يقدر عدد سكانها بـ 23,802 نسمة .